# 深圳新世紀烈豹籃球倶楽部
深圳新世紀領航者籃球倶楽部（中国語：深圳新世纪领航者篮球俱乐部、英：Shenzhen Aviators Basketball Club）は、中華人民共和国・広東省深圳市に本拠地を置くプロバスケットボールチームである。中国プロバスケットボールリーグ（CBA）所属。ホームアリーナは深圳世界大学生運動会体育中心となった。

## 歴史
2003年7月、東莞市新世紀房地産開発有限公司によって東莞新世紀烈豹籃球倶楽部（东莞新世纪猎豹篮球俱乐部）として設立。スポンサーであるマルコポーロ・ホテルズの名を使用し、東莞マルコポーロ（东莞马可波罗）として乙級リーグから開始。2004年の中国バスケットボールリーグ（CBL）で準優勝を決め、2005-06シーズンからの中国プロバスケットボールリーグ（CBA）昇格を果たした。
2015年、新世紀房地産開発有限公司と深圳市文体観光局が提携し、フランチャイズを東莞市から深圳市に移し、深圳新世紀烈豹籃球倶楽部（深圳新世纪猎豹篮球俱乐部）と改称することを決定。ホームアリーナは2011年夏季ユニバーシアードを開催した深圳世界大学生運動会体育中心となった。